# Sergi Barjuán
Sergi Barjuan Esclusa (Les Franqueses del Vallès, 28 december 1971), is een Spaans voetbaltrainer en voormalig voetballer.

## Clubcarrière
Sergi begon als voetballer bij EC Granollers, waar hij ontdekt werd door scouts van FC Barcelona. De verdediger kwam in de cantera terecht en uiteindelijk maakte Sergi op 28 november 1993, onder trainer Johan Cruijff, zijn debuut in het eerste elftal tijdens het UEFA Champions League-duel tegen Galatasaray. De Catalaan zou uiteindelijk negen seizoenen bij FC Barcelona blijven en zich opwerken tot aanvoerder. Hij maakte deel uit van het succesvolle Dream Team en Sergi won drie landstitels (1994, 1998, 1999), twee Copas del Rey (1997, 1998), twee Supercopas (1994, 1996), de UEFA Super Cup (1997) en de Europacup II (1997).
Na de terugkeer van Louis van Gaal bij Barça in 2002 besloot Sergi te vertrekken, aangezien de Nederlander en de Spanjaard in de eerste periode van Van Gaal al eens in aanvaring waren gekomen. In 2002 tekende Sergi een contract bij Atlético Madrid. Sergi besloot in mei 2005 zijn carrière als profvoetballer te beëindigen nadat zijn contract bij Atlético was afgelopen. In totaal speelde Sergi 353 wedstrijden in de Primera División. Sinds 2008 speelt hij met het veteranenteam van FC Barcelona in de Liga Fútbol Indoor de Veteranos. Sergi is aanvoerder van het team en hij won in 2009 het kampioenschap van deze competitie.

### Statistieken
| seizoen | club            | land   | competitie         | wed. | goals |
| ------- | --------------- | ------ | ------------------ | ---- | ----- |
| 1992/93 | FC Barcelona B  | Spanje | Segunda División A | 30   | 3     |
| 1993/94 | FC Barcelona    | Spanje | Primera División   | 23   | 0     |
| 1994/95 | FC Barcelona    | Spanje | Primera División   | 34   | 1     |
| 1995/96 | FC Barcelona    | Spanje | Primera División   | 40   | 0     |
| 1996/97 | FC Barcelona    | Spanje | Primera División   | 34   | 1     |
| 1997/98 | FC Barcelona    | Spanje | Primera División   | 31   | 2     |
| 1998/99 | FC Barcelona    | Spanje | Primera División   | 35   | 0     |
| 1999/00 | FC Barcelona    | Spanje | Primera División   | 19   | 1     |
| 2000/01 | FC Barcelona    | Spanje | Primera División   | 33   | 1     |
| 2001/02 | FC Barcelona    | Spanje | Primera División   | 18   | 0     |
| 2002/03 | Atlético Madrid | Spanje | Primera División   | 27   | 0     |
| 2003/04 | Atlético Madrid | Spanje | Primera División   | 33   | 0     |
| 2004/05 | Atlético Madrid | Spanje | Primera División   | 26   | 0     |

## Interlandcarrière
Sergi speelde 56 interlands voor het Spaans nationaal elftal. Hij debuteerde op 9 februari 1994 tegen Polen, waarin de verdediger direct zijn eerste en uiteindelijk enige interlanddoelpunt maakte. Sergi speelde zijn laatste interland op 13 februari 2002 tegen Portugal. De verdediger nam met Spanje deel aan de WK's van 1994 en 1998 en EK's van 1996 en 2000.

## Trainerscarrière
In juli 2009 werd Sergi aangesteld als trainer van de FC Barcelona Juvenil B. Hij verving in deze functie Francisco Javier García Pimienta. Van 2017 tot medio 2019 was hij trainer van Zhejiang Greentown. Op 1 juli 2021 werd Sergi aangesteld als trainer van FC Barcelona B. Eind oktober 2021 was hij tien dagen interim-trainer van FC Barcelona na het ontslag van Ronald Koeman tot de aanstelling van Xavi Hernández.

## Erelijst
Barcelona
- Primera División: 1993/94, 1997/98, 1998/99
- Copa del Rey: 1996/97, 1997/98
- Supercopa de España: 1994, 1996
- UEFA Cup Winners' Cup: 1996/97
- UEFA Super Cup: 1997